# Бурцов, Алексей Петрович
Алексей Петрович Бурцов (Бурцев, 1783, Липецк — 1813, Германия) — русский офицер, ротмистр Белорусского гусарского полка, которому посвящены несколько стихотворений его однополчанина Дениса Давыдова. Упоминается в повести Пушкина «Выстрел».

## Биография
Родился в дворянской семье полицмейстера Петра Тимофеевича Бурцова (1726—1826; как считается, прожил сто лет). Служил в гусарах, причем был знаменит карточной игрой, пьянками и дебошами, небывалыми даже по меркам гусарских полков того времени. Денис Давыдов служил в Белорусском гусарском полку вместе с Бурцовым начиная с 1804 года. В мирное время полк был расквартирован в Киевской губернии. Позже Давыдов довольно быстро продвигался по службе, тогда как Бурцов оставался младшим офицером, несмотря на то, что отличался безупречной личной храбростью.
```
Бурцев, ты — гусар гусаров! 
Ты на ухарском коне 
Жесточайший из угаров 
И наездник на войне!

Денис Давыдов
```

Имел чин ротмистра, эквивалентный пехотному капитану. Был ранен в войне 1812 года. Погиб в Заграничных походах, заключив пари с другими офицерами, что перемахнёт на коне забор.

## Образ в литературе
Бурцов произвёл своей жизнью на современников неизгладимое впечатление. Пушкин явно считал его лицом общеизвестным («Мы хвастались пьянством; я перепил славного Бурцова, воспетого Денисом Давыдовым», сообщает в «Выстреле» Сильвио).
В качестве эпизодического персонажа Бурцов выведен в историческом романе Д. Л. Мордовцева «Двенадцатый год» (1901).
Упоминается в рассказе А. И. Куприна «Брегет».

## Викитека
Денис Давыдов.
- Бурцову. Призывание на пунш.
- Бурцову (В дымном поле, на биваке).
- Гусарский пир.

Александр Пушкин.
- Выстрел.